# Lucembursko na Letních olympijských hrách 2012
Lucembursko se účastnilo Letních olympijských her 2012 a zastupovalo ho 9 sportovců v 7 sportech (5 mužů a 4 ženy). Vlajkonošem výpravy během zahájení her byla lucemburská reprezentantka v judu Marie Müller. Nejmladším z týmu byl Raphaël Stacchiotti, kterému v době konání her bylo 20 let. Nejstarší z týmu byla Ni Sia-lien, které bylo v době konání her 49 let.
Původně měli být součástí výpravy i bratři Schleckové, kteří měli závodit v silniční cyklistice. Ovšem Andy Schleck nemohl závodit kvůli zranění a Fränk Schleck neprošel dopingovou kontrolou během Tour de France. Z devíti lucemburských sportovců jich pět startovalo již na předchozích olympijských hrách v Pekingu či v Athénách. Nikomu z výpravy se během her nepodařilo získat medaili. Nejblíže k zisku bronzové medaile byla Marie Müller, která však v rozhodujícím medailovém zápase prohrála s italskou reprezentantkou Rosalbou Forciniti.

## Před zahájením olympijských her

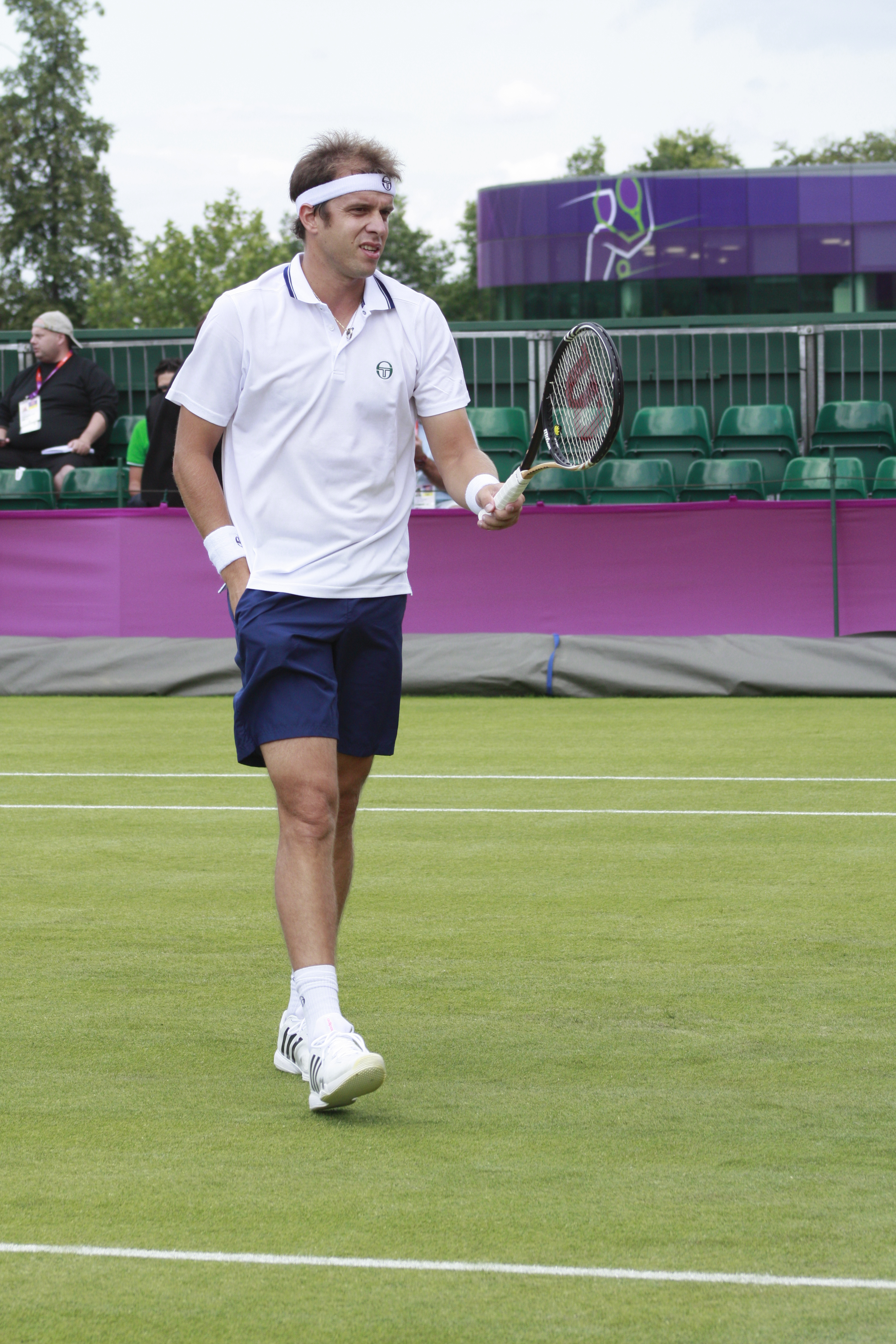
Gilles Müller na LOH v Londýně 2012

Pět měsíců před zahájením Letních olympijských her 2012 byl Olympijský a sportovní výbor Lucemburska zasažen rezignací Fernanda Gutha poté, co se nepohodl s vedoucím výpravy Heinzem Thewsem. O několik dní později oznámil rezignaci i předseda olympijského výboru Marc Theisen poté, co jeho advokátní kanceláři hrozilo trestní stíhání kvůli daňovým únikům.
Lucemburská výprava čítala devět sportovců startujících v sedmi sportovních disciplínách. V čele výpravy stál Heinz Thews. Poprvé neměla země svého reprezentanta v lucemburské tradiční disciplíně, v triatlonu, a na rozdíl od roku 2008 nestartovalo ani v gymnastice či jachtingu.
Marc Theisen byl v čele Olympijského a sportovního výboru Lucemburska nahrazen André Hoffmannem. Hoffmann nehovořil o medailových ambicích lucemburské výpravy, ale případnou medaili viděl jako bonus, který by Lucembursko neodmítlo. Země naposledy získala medaili z letních olympijských her v roce 1952 díky Josy Barthelovi, kterému se podařilo vyhrát v závodě na 1500 m.
Osm z lucemburských reprezentantů pobývalo během her v olympijské vesnici. Bydleli ve čtyřech apartmánech v Bloku E, ve kterém byla ubytována také německá delegace. Pouze lucemburský tenista Gilles Müller se ubytoval mimo vesnici, a to v hotelu nedaleko All England Lawn Tennis and Croquet Clubu kde se konal olympijský tenisový turnaj.

## Disciplíny

### Cyklistika
Laurentu Didierovi bylo v době konání olympijských her 28 let a šlo o jeho první olympijský start. Profesionálním cyklistou se stal v roce 2006 a v roce 2012 se stal součástí amerického profesionálního týmu Trek-Segafredo. V roce 2010 se během Mistrovství světa v silniční cyklistice umístil na 98. místě. V roce 2012 také vyhrál Lucemburský národní šampionát v silniční cyklistice.
I pro 25letou Christine Majerus byl start v Londýně jejím olympijským debutem. Od zařazení ženského závodu v silniční cyklistice do programu letních olympijských her v roce 1984 byla první lucemburskou cyklistkou startující na olympiádě. V letech 2010, 2011 a 2012 vyhrála ženskou část Lucemburského národního šampionátu v silniční cyklistice.

#### Kvalifikace
Kvalifikace do silničních cyklistických závodů nebyla založena na hodnocení sportovců, ale na základě hodnocení zemí v rámci Mistrovství světa v silniční cyklistice v roce 2011. Deset nejlépe umístěných zemí získalo po pěti místech v olympijském závodě, dalších pět zemí pak po čtyřech místech. Body byly počítány podle umístění pěti nejlepších jezdců z každé země. Ovšem pokud některý stát dosáhl dobrého umístěni s menším počtem cyklistů než pět, nemohl zisk kvalifikačních míst překročit počet startujících na daném mistrovství světa.
Lucembursko se v rámci mistrovství umístilo na 9. místě na základě výsledků Andyho a Fränka Schleckových. Získalo tak dvě místa v olympijském závodě. Bratři také měli na olympijských hrách startovat, ale Andy Schleck musel odstoupit kvůli zranění a byl nahrazen L. Didierem. Fränk Schleck byl pozitivně testován na doping během Tour de France a také se nemohl olympijských her zúčastnit.
Do ženského silničního cyklistického závodu se kvalifikovalo 15 nejúspěšnějších zemí z Mistrovství světa v silniční cyklistice v roce 2012. Christine Majerus se na olympijské hry kvalifikovala v červnu 2012.

#### Výsledky
Mužský závod v silniční cyklistice s hromadným startem proběhl dne 28. července 2012 a byl dlouhý přes 250 km. Laurent Didier závod dokončil v čase 5:46:37 a skončil na 64. místě. Ženský závod se konal 29. července a byl dlouhý přes 140 km. Cílem Christine Majerus bylo skončit v první dvacítce závodnic. Závod dokončila v čase 3:35:56 a skončila na 21. místě.
| Sportovec/Sportovkyně | Disciplína                       | Čas     | Pořadí |
| --------------------- | -------------------------------- | ------- | ------ |
| Laurent Didier        | Závod s hromadným startem – muži | 5:46:37 | 64.    |
| Christine Majerus     | Závod s hromadným startem – ženy | 3:35:56 | 21.    |

### Judo
V judu Lucembursko reprezentovala Marie Muller, která startovala již na olympijských hrách v roce 2008. V letech 2008 a 2010 také byla vyhlášena za nejlepší lucemburskou sportovkyni.

#### Kvalifikace
Olympijský turnaj v judu probíhal v 7 váhových kategoriích v mužské a v 7 váhových kategoriích v ženské části. Celkem bylo k dispozici 252 kvalifikačních míst. Základem pro kvalifikaci bylo hodnocení sportovců Mezinárodní judistickou federací. 25 míst bylo určeno evropským sportovcům a díky tomu se na hry kvalifikovala i Marie Muller i přesto, že ve světovém žebříčku nepatřila k 252 nejvýše postaveným judistům.

#### Výsledky
Marie Muller startovala v ženském turnaji do 52 kg, který proběhl 29. července, v den jejích narozenin. V prvním kole se postavila španělské reprezentantce A. Carrascose, kterou porazila díky dvěma wazari. V druhém kole se postavila reprezentantce Dominikánské republiky M. Garcíe, kterou také porazila. Ve čtvrtfinále se utkala s kubánskou reprezentantkou Y. Bermoy, se kterou prohrála. V opravách se postavila reprezentantce z Mauricia Ch. Legentil, kterou porazila. V druhém kole oprav se postavila italské reprezentantce Rosalbě Forciniti se kterou prohrála a skončila tak na celkovém 5. místě.
| Sportovkyně  | Disciplína    | 1/32                           | 1/16                         | Čtvrtfinále                   | Semifinále   | Oprava                               | Finále/Bronzová medaile            | Finále/Bronzová medaile |
| Sportovkyně  | Disciplína    | Soupeř                         | Soupeř                       | Soupeř                        | Soupeř       | Soupeř                               | Soupeř                             | Pořadí                  |
| ------------ | ------------- | ------------------------------ | ---------------------------- | ----------------------------- | ------------ | ------------------------------------ | ---------------------------------- | ----------------------- |
| Marie Muller | Ženy do 52 kg | Ana Carrascosa VÝHRA 0201–0000 | María García VÝHRA 1011–0002 | Yanet Bermoy PROHRA 0002–0011 | nepostoupila | Christianne Legentil VÝHRA 0101–0002 | Rosalba Forciniti PROHRA 0001–0000 | 5.                      |

### Lukostřelba
Jediným reprezentantem Lucemburska v lukostřelbě byl 27letý Jeff Henckels, který již dříve startoval na olympijských hrách v Athénách v roce 2004, kde obsadil 56. pozici.

#### Kvalifikace
Start na olympijských hrách byl umožněn 64 lukostřelcům. Nejlepší sportovci se kvalifikovali svým výkonem z Mistrovství světa v lukostřelbě konaném v roce 2011. Jeff Henckels se kvalifikoval na základě postupu do čtvrtfinále na daném mistrovství světa.

#### Výsledky
Jeff Henckels vstoupil do lukostřelecké soutěže dne 27. července, kdy během základního kola dosáhl skóre 654 bodů. Tento výsledek stačil na průběžné 49. místo. V prvním vyřazovacím kole se postavil nizozemskému reprezentantovi Ricku van der Venovi. Henckelsovi se nepodařilo vyhrát ani jeden ze čtyř setů, pouze v druhém a čtvrtém dosáhl na remízu a prohrál tedy výsledkem 2–6.
| Sportovec     | Disciplína               | První kolo | První kolo | 1/64                        | 1/32        | 1/16        | Čtvrtfinále | Semifinále  | Finále/Bronzová medaile | Finále/Bronzová medaile |
| Sportovec     | Disciplína               | Skóre      | Nasazení   | Soupeř                      | Soupeř      | Soupeř      | Soupeř      | Soupeř      | Soupeř                  | Pořadí                  |
| ------------- | ------------------------ | ---------- | ---------- | --------------------------- | ----------- | ----------- | ----------- | ----------- | ----------------------- | ----------------------- |
| Jeff Henckels | Závod jednotlivců – muži | 654        | 49.        | Rick van der Ven PROHRA 2–6 | nepostoupil | nepostoupil | nepostoupil | nepostoupil | nepostoupil             | nepostoupil             |

### Plavání
V plaveckých soutěžích Lucembursko reprezentovali dva plavci, Laurent Carnol a Raphaël Stacchiotti, kteří startovali již na předchozích olympijských hrách v Pekingu.

#### Kvalifikace
Plavci se mohli na olympijské hry kvalifikovat dvěma způsoby. První možností bylo splnění olympijského kvalifikačního času (OQT) určeného Mezinárodní plaveckou federací. Druhou možností bylo splnění olympijského výběrového času (OST). Celkem se mohlo kvalifikovat 900 plavců, ovšem v jednotlivých soutěžích nemohli startovat více než dva sportovci z jedné země. Start dvěma reprezentantům stejné země v jedné soutěži byl umožněn pouze pokud oba splnili přísnější kvalifikační čas OQT. V případě vyslání pouze jednoho sportovce mohlo k účasti v dané disciplíně stačit splnění olympijského výběrového času. V tom případě musela start daného sportovce odsouhlasit Mezinárodní plavecká federace.

#### Výsledky
Laurent Carnol nejdříve startoval v závodě na 100 m stylem prsa. Jeho čas 1:01,46 stačil na 26. místo a neumožnil mu postup do semifinále. Na dvojnásobné trati dosáhl času 2:10,83, který stačil na 12. pozici a zajistil mu postup do semifinále. V semifinále však zaplaval horší čas 2:11,17, který ho celkově zařadil na 15. místo, které na postup do finále nestačilo.
Raphaël Stacchiotti startoval 28. července v polohovém závodě na 400 m. Dosáhl času 4:17,20 čímž překonal lucemburský národní rekord, ale ani to mu nezajistilo postup do finále a skončil na 18. místě. V polovičním závodě na 200 m dosáhl času 2:00,38, který stačil na 17. místo. Ani tento výkon na další postup nestačil..
| Sportovec           | Disciplína                  | Rozplavba  | Rozplavba | Semifinále  | Semifinále  | Finále      | Finále      |
| Sportovec           | Disciplína                  | Čas        | Pořadí    | Čas         | Pořadí      | Čas         | Pořadí      |
| ------------------- | --------------------------- | ---------- | --------- | ----------- | ----------- | ----------- | ----------- |
| Laurent Carnol      | 100 m prsa – muži           | 1:01,46    | 26.       | nepostoupil | nepostoupil | nepostoupil | nepostoupil |
| Laurent Carnol      | 200 m prsa – muži           | 2:10,83    | 12.       | 2:11,17     | 15.         | nepostoupil | nepostoupil |
| Raphaël Stacchiotti | 200 m polohový závod – muži | 2:00,38    | 17.       | nepostoupil | nepostoupil | nepostoupil | nepostoupil |
| Raphaël Stacchiotti | 400 m polohový závod – muži | 4:17,20 NR | 18.       | N/A         | N/A         | nepostoupil | nepostoupil |

### Stolní tenis
Ve stolním tenise Lucembursko reprezentovala Ni Sia-lien, která startovala již na LOH 2000 v Sydney a na LOH 2008 v Pekingu.

#### Kvalifikace
Kvalifikace na olympijské hry do ženské individuální soutěže ve stolním tenise započala Mistrovstvím světa ve stolním tenise v roce 2011. Po ukončení turnaje se v žebříčku 28 nejvýše postavených tenistek přímo kvalifikovalo na olympijské hry. Každá země však mohla vyslat pouze dvě tenistky. Další kvalifikační možností bylo šest kontinentálních turnajů (africký, asijský, jihoamerický, severoamerický, oceánských a evropský) konaných v rozmezí od června 2011 do dubna 2012. Na těchto turnajích získalo kvalifikaci dalších 40 tenistek. Poslední kvalifikační příležitostí byl mezinárodní turnaj konaný v květnu 2012. Z něho se na olympijské hry kvalifikovaly dvě nejlepší tenistky turnaje. Navíc bylo startovní limit možné doplnit jednou divokou kartou udělovanou Mezinárodní federací stolního tenisu. Ni Sia-lien se na olympijské hry kvalifikovala i přesto, že po mistrovství světa se v žebříčku nacházela na 44. místě.

#### Výsledky
Ni Sia-lien vstoupila do závodu v druhém kole, kdy se postavila 115. hráčce světa, americké reprezentantce Ariel Hsing. Ni Sia-lien se podařilo vyhrát pouze druhý a pátý set a podlehla Hsing 2–4 na sety. Nepodařilo se jí tak postoupit do další fáze závodu.
| Sportovkyně | Disciplína     | Základní část | První kolo | Druhé kolo             | Třetí kolo   | Čtvrté kolo  | Čtvrtfinále  | Semifinále   | Finále/Bronzová medaile | Pořadí       |
| Sportovkyně | Disciplína     | Soupeř        | Soupeř     | Soupeř                 | Soupeř       | Soupeř       | Soupeř       | Soupeř       | Soupeř                  | Pořadí       |
| ----------- | -------------- | ------------- | ---------- | ---------------------- | ------------ | ------------ | ------------ | ------------ | ----------------------- | ------------ |
| Ni Sia-lien | Dvouhra – ženy | Bye           | Bye        | Ariel Hsing PROHRA 2–4 | nepostoupila | nepostoupila | nepostoupila | nepostoupila | nepostoupila            | nepostoupila |

### Střelba
Ve střelbě Lucembursko reprezentovala 33letá Carole Calmes, pro kterou to byla první účast na olympijských hrách.

#### Kvalifikace
Celkový počet kvalifikačních míst do střeleckých soutěží na olympijských hrách byl 390. Každá země však do střeleckých soutěží mohla vyslat maximálně 28 reprezentantů. Sportovci museli nastřílet kvalifikační minimum ne jednom ze Střeleckých mistrovství světa ISSF konaných v letech 2010 a 2011. Po splnění limitu mohli být vybráni národními olympijskými výbory, aby reprezentovali svou zemi. Tak tomu bylo i v případě Carole Calmes, která byla vybrána Olympijským a sportovním výborem Lucemburska.

#### Výsledky
Carole Calmes střílela ze vzduchové pušky na 10 metrů. Tato soutěž se uskutečnila dne 28. července 2012. Se ziskem 390 bodů se umístila na 48. místě a do finále nepostoupila.
| Sportovkyně   | Disciplína                  | Kvalifikace | Kvalifikace | Finále       | Finále       |
| Sportovkyně   | Disciplína                  | Body        | Pořadí      | Body         | Pořadí       |
| ------------- | --------------------------- | ----------- | ----------- | ------------ | ------------ |
| Carole Calmes | Vzduchová puška na 10 m žen | 390         | 48.         | nepostoupila | nepostoupila |

### Tenis
V tenisu Lucembursko reprezentoval 28letý Gilles Müller. Šlo o jeho první start na olympijských hrách.

#### Kvalifikace
Do olympijského tenisové turnaje se mohlo kvalifikovat 64 tenistů. 56 tenistů se kvalifikovalo na základě postavení v žebříčku ATP ke dni 11. června 2012 s maximálním počtem čtyř hráčů z jedné země. O dalších šesti místech rozhodovala Mezinárodní tenisová federace. O posledních dvou místech rozhodovala komise sestávající s členů Mezinárodního olympijského výboru, Mezinárodní tenisové federace a Asociace národních olympijských výborů. Gilles Müller se v rozhodující den nacházel na 53. místě žebříčku ATP, díky čemuž se automaticky kvalifikoval.

#### Výsledky
V prvním kole turnaje se Müller postavil rumunskému tenistovi Adrianu Ungurovi. Müller v obou setech vyhrál 6–3 a postoupil do dalšího kola turnaje. V druhém kole se utkal s uzbeckým reprezentantem D. Istominem, kterého porazil v prvním setu. V dalších dvou ale prohrál a do dalších bojů nepostoupil.
| Sportovec     | Disciplína     | 1/64                        | 1/32                                         | 1/16        | Čtvrtfinále | Semifinále  | Finále/Bronzová medaile | Pořadí      |
| Sportovec     | Disciplína     | Soupeř                      | Soupeř                                       | Soupeř      | Soupeř      | Soupeř      | Soupeř                  | Pořadí      |
| ------------- | -------------- | --------------------------- | -------------------------------------------- | ----------- | ----------- | ----------- | ----------------------- | ----------- |
| Gilles Müller | Dvouhra – muži | Adrian Ungur VÝHRA 6–3, 6–3 | Denis Istomin PROHRA 7–6(7–4), 6–7(3–7), 5–7 | nepostoupil | nepostoupil | nepostoupil | nepostoupil             | nepostoupil |